# Kŭmch'ŏn-gun
Kŭmch'ŏn-gun (koreanska: 금천군) är en kommun i Nordkorea.   Den ligger i provinsen Norra Hwanghae, i den södra delen av landet, 120 km sydost om huvudstaden Pyongyang. Antalet invånare är 68 216. Arean är 498 kvadratkilometer.
Terrängen i Kŭmch'ŏn-gun är kuperad österut, men västerut är den platt.